# Holland Car Abay Executive
Der Holland Car Abay Executive ist ein PKW-Modell der Kompaktklasse, das der äthiopische Automobilherstellers Holland Car ab Sommer 2009 bis 2013 herstellte. Es entstand als Joint Venture mit JAC Motors und ist ein Schwestermodell des Tekeze und des Awash Executive. Designer der Modelle war die italienische Designschmiede Pininfarina.
Das Stufenheckmodell Abay Executive besitzt eine für Afrika sehr hohe sicherheitstechnische Ausstattung. So bietet er serienmäßig einen dreifachen Seitenaufprallschutz, ABS, EBD, elektronisch verstellbare Außenrückspiegel, Radio mit CD-Spieler, eine halbautomatische Klimaanlage und Airbags für Fahrer und Beifahrer.
| Modell                       | Abay Executive                   |
| Fahrzeugklasse               | Kompaktklasse                    |
| Karosserieform               | Stufenheck                       |
| Höchstgeschwindigkeit (km/h) | 160                              |
| Fahrzeuglänge (mm)           | 4155                             |
| Fahrzeugbreite (mm)          | 1650                             |
| Fahrzeughöhe (mm)            | 1445                             |
| Radstand (mm)                | 2400                             |
| Spurweite vorne (mm)         | 1420                             |
| Spurweite hinten (mm)        | 1410                             |
| Bodenfreiheit (mm)           | 120                              |
| Tankinhalt (L)               | 45                               |
| Kofferraumvolumen (L)        | 458                              |
| Hubraum (cm³)                | 1299                             |
| Motorentyp                   | unbk.                            |
| Norm                         | Euro III / Euro IV               |
| Zylinder                     | 4                                |
| Ventile                      | 16 SOHC                          |
| Leistung                     | 65 kW                            |
| Getriebe                     | 5-Gang manuell Mitsubishi MF514A |
| Antrieb                      | Front                            |
| Motor                        | Ottomotor                        |